# Eduard Bobula
Eduard Bobula, též Edvard Bobula (9. dubna 1873 Dovalovo – 1931), byl slovenský a československý politik a meziválečný senátor Národního shromáždění ČSR za Hlinkovu slovenskou ľudovou stranu.

## Biografie
Profesí byl železničním úředníkem ve výslužbě, bytem v obci Spišská Nová Ves. Po komunálních volbách roku 1926 zasedal v tomto městě v obecním zastupitelstvu za HSĽS.
V parlamentních volbách v roce 1925 získal senátorské křeslo v Národním shromáždění. V senátu setrval do roku 1929.